# 주오구 (삿포로시)
주오구(일본어: 中央区)는 일본 홋카이도 삿포로시의 중심부에 있는 구이다. 홋카이도청을 비롯한 관청과 기업들이 위치하고 있다.

## 지리
구역은 동서로 길다. 동쪽은 JR 삿포로역과 오도리 공원을 중심으로 하는 시가지이며, JR 하코다테 본선으로 기타구, 히가시구와 도요히라강에서 시로이시구, 도요히라구와 접하고 있다. 서쪽은 마루야마 지구, 미야노모리·오쿠라산 지구 등 저산지로, 산의 능선을 따라 미나미구, 니시구와의 경계가 있다.
도요히라강이 동쪽의 구 경계를 흐른다. 매립이나 지하 배수로화로 시가지의 하천은 적으며, 소세이강이 동단을 남북으로 통과하는 정도이다. 서부의 산지에는 신카와강의 상류에 해당하는 고토니강 등 작은 하천이 몇 개 흐르고 있다.

## 역사
- 1871년 - 개척사에 의해서 본격적인 도시가 만들어지기 시작한다.
- 1876년 - 야마하나촌에 둔전병이 이주.
- 1910년 - 삿포로촌, 나에보촌, 가미시로이시촌, 도요히라촌, 야마하나촌의 각 일부가 삿포로구에 편입.
- 1941년 - 삿포로시와 마루야마촌이 합병.
- 1955년 - 삿포로시와 고토니정이 합병.
- 1972년 - 삿포로시가 정령지정도시로 지정되면서 기타구·히가시구·시로이시구·도요히라구·마나미구·니시구와 함께 주오구가 설치되었다.

## 인구
|                     |           |  |
| 1975년（쇼와50년）  | 195,094명 |  |
| 1980년（쇼와55년）  | 181,806명 |  |
| 1985년（쇼와60년）  | 180,845명 |  |
| 1990년（헤세2년）   | 179,184명 |  |
| 1995년（헤세7년）   | 173,358명 |  |
| 2000년（헤세12년）  | 181,383명 |  |
| 2005년（헤세17년）  | 202,801명 |  |
| 2010년（헤세22년）  | 220,189명 |  |
| 2015년（헤세27년）  | 237,627명 |  |
| 2020년（레이와2년） | 248,680명 |  |

|colspan="2" style="text-align:right"|일본 총무성 통계국 국세조사
|-

## 교육
- 삿포로 의료대학(일본어판)

## 교통

### 철도
- 홋카이도 여객철도
  - 하코다테 본선
  - 삿쇼선

- 삿포로시 교통국(삿포로 시영 지하철)
  - 난보쿠선
  - 도자이선
  - 도호선

### 도로
- 국도 5호선
- 국도 12호선
- 국도 36호선
- 국도 제230호선 (일본)(일본어판)
- 국도 제275호선 (일본)(일본어판)

## 관광
- 삿포로시 시계탑
- 홋카이도청 구 본청사
- 오도리 공원